# Lorraine
Lorraine (fransk) eller Lothringen (tysk) er et område, som i dag ligger i det nordøstlige Frankrig. Lorraine var en fransk region indtil 1. januar 2016, hvor den blev slået sammen med Alsace og Champagne-Ardenne, for at danne den nye region Alsace-Champagne-Ardenne-Lorraine. 
Departementer :
- Meurthe-et-Moselle (hovedstad : Nancy).
- Meuse (hovedstad : Bar-le-Duc).
- Moselle (hovedstad : Metz).
- Vosges (hovedstad : Épinal).

## Det historiske Lothringen
Ved rigsdelingen i Verdun i 843 blev Lothringen en del af et stort vesteuropæisk rige, kendt som Mellemfranken, og som går fra Nordsøen (mellem floderne Rhinen og Ems) og langt ned i Italien. Området er markeret med gult på kortet. Kongen af dette rige var også romersk kejser. 
Allerede i 855 blev riget delt i tre:
1. Italien (den nordlige og midterste del af nutidens Italien)
2. Burgund (den sydøstlige del af Frankrig og den vestlige del af Schweiz)
3. Lothringen (den nordøstlige del af Frankrig, Benelux-landene samt den nordvestlige del af Tyskland)

Hertugdømmet Lothringen blev i 959 delt i Hertugdømmet Øvre Lothringen (det nuværende Lorraine) og Hertugdømmet Neder Lothringen (områderne ved Nordsøen og ved Rhinens nedre løb). Efterhånden gik betegnelsen Neder Lothringen af brug, og navnet Lothringen bruges i dag kun om den franske region. 

## Under Tyskland
Før Lorraine kom under fransk styre i 1600-tallet, hørte området under Det tysk-romerske Rige. I 1871-1918 og 1940-1944 kom Elsass og dele af Lothringen (departementet Moselle) igen under tysk styre.
- Wikimedia Commons har flere filer relateret til Lorraine

48°36′00″N 6°29′14″Ø / 48.6°N 6.4872°Ø